# Strongylosoma carneum
Strongylosoma carneum är en mångfotingart som beskrevs av Pocock 1894. Strongylosoma carneum ingår i släktet Strongylosoma och familjen orangeridubbelfotingar. Inga underarter finns listade i Catalogue of Life.